# Perioristica chalcopera
Perioristica chalcopera är en fjärilsart som beskrevs av Walsingham 1910. Perioristica chalcopera ingår i släktet Perioristica och familjen stävmalar. Inga underarter finns listade i Catalogue of Life.